# 원 루자쭈이
원 루자쭈이(One Lujizui) 혹은 원 뤼자쭈이는 중화인민공화국 상하이시 푸둥 구에 위치한 마천루이다. 루자쭈이 금융지구에 위치한 건물로 지상 47층, 269m의 마천루이다.

## 같이 보기
- 마천루 목록
- 아시아의 마천루 목록